# Amateurfunkdiplom

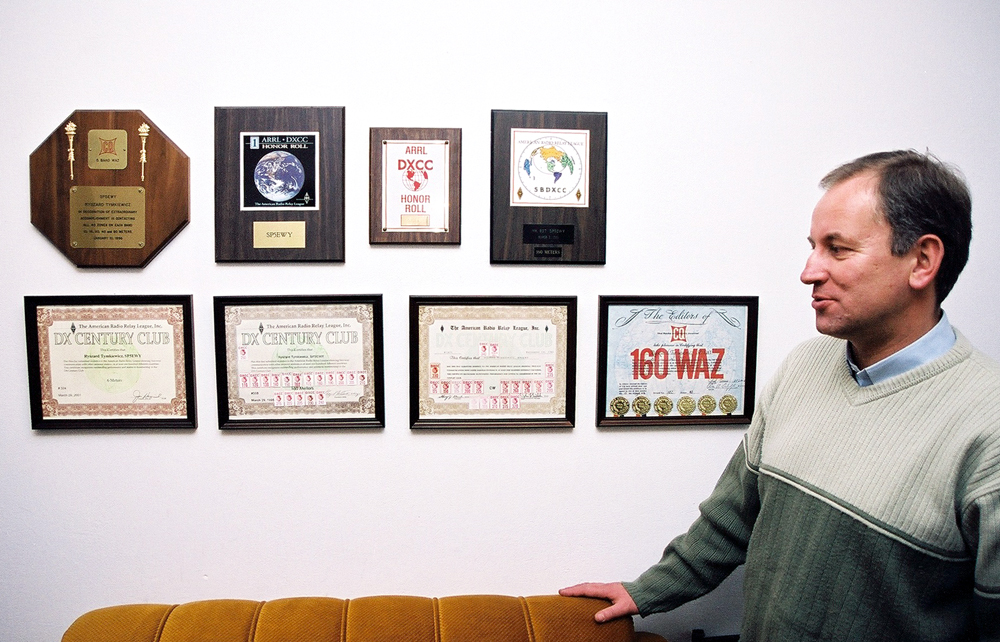
Amateurfunkdiplome: In der unteren Reihe links das Diplom des DX Century Club und rechts das 160-WAZ-Diplom.

Ein Amateurfunkdiplom ist eine Auszeichnung, die von einem Amateurfunkverband oder von einer Einzelperson herausgegeben wird und von jedem Funkamateur als Teil des Funksports erworben werden kann. Sie honorieren meist eine Mindestzahl an Funkverbindungen nach bestimmten Vorgaben wie Länder, Inseln, Verbandsmitglieder, Entfernungen (siehe auch DXen) und so weiter. Weltweit gibt es über tausend verschiedene Amateurfunkdiplome. Auch Klubstationen und Kurzwellenhörer können Diplome erlangen.
Eine Übersicht zu den speziell vom Deutschen Amateur-Radio-Club (DARC) herausgegebenen beziehungsweise von ihm betreuten Amateurfunkdiplomen findet sich im Artikel DARC-Amateurfunkdiplom.

## Arten
Es gibt Diplome zu bestimmten Anlässen (Kurzzeitdiplom), Beispiel: Rheinland-Pfalz-Tag-Diplom, oder für das Erreichen bestimmter Leistungen, Beispiel: DXCC-Diplom. Es gibt auch SWL-Diplome, also Urkunden für Empfangsamateure, die kein Amateurfunkzeugnis haben.

## Ausschreibung
Es gibt für jedes Diplom eine öffentliche Ausschreibung, die z. B. auf der Seite des Deutschen Amateur-Radio Clubs (DARC) veröffentlicht wird. Es wird vorgegeben, dass man seine Funkverbindungen beispielsweise mit einer bestimmten Region oder in einer bestimmten Betriebsart abwickeln muss, um das jeweilige Diplom zu erhalten. Auch der Zeitraum zum Erbringen der Leistung wird festgelegt, so wird für das DXCC-Diplom über Jahre gesammelt, während man für das Diplom zur Fußball-WM 2006 nur einige Wochen Zeit hatte.

## Beantragung
Für die Beantragung eines Diploms muss ein Funkamateur die Funkverbindungen durch einen Logbuch-Auszug (auf Vertrauensbasis) oder durch QSL-Karten bestätigen können. Bei Kurzzeitdiplomen muss teilweise auch ein Einsendeschluss für die Beantragung beachtet werden. Die meisten Diplome muss der Antragsteller selbst bezahlen, nur einige werden durch Spenden finanziert.

## Diplom-Stufen
Einige Diplome werden in Stufen unterteilt, zum Beispiel Bronze/Silber/Gold oder 50/100/… . Die Kriterien dafür werden ebenfalls in der Ausschreibung festgehalten. So kann zum Beispiel das DL-YL-Diplom in den Stufen 50/100/200/300/400/500/600/700/800/1000 erworben werden. Das bedeutet, dass man mit 50/100/… Funkamateuren einen Funkkontakt herstellen muss, bevor es beantragt werden kann.

## Aussehen
Diplome können einfache zweifarbige Dokumente oder aufwändig gestaltete und mehrfarbig gedruckte Urkunden sein. Es kann aber auch eine Ehrennadel, eine Trophäe (englisch trophy), ein schön gestalteter Teller oder ein ähnlicher Sachpreis sein.

## Beispiele
- WAC Worked All Continents der IARU für Zweiweg-Kontakte (QSOs) mit allen Kontinenten.[1]
- DXCC DX Century Club vom amerikanischen Amateurfunkklub ARRL vergeben für Funkverbindungen mit  hundert Ländern (Entitäten) nach der ARRL DXCC List. Neben den bekannten Staaten enthält diese Liste auch politisch selbständige Landesteile und Gebiete mit einer Entfernung von mehr als 300 Kilometern vom Kernland. Für über 100 hinausgehend gearbeitete Länder gibt es entsprechende Sticker.[2]
- DLD Deutschland-Diplom des DARC für Funkverbindungen mit mindestens hundert verschiedenen DOKs. Stufen: 100/200/300/400/500/600/700/800/900/1000.[3]
- H26 (ehemals H22): Helvetia-26-Diplom der USKA für Funkverbindungen mit allen Schweizer Kantonen.[4]

## Abkürzungen
- DL: Deutschland
- DOK: Distrikts-Ortsverbands-Kenner, eine aus einem Buchstaben und zwei Ziffern bestehende Kodierung der einzelne Ortsverbände des Deutschen Amateur-Radio-Clubs (DARC) sowie des Verbands der Funkamateure in Telekommunikation und Post (VFDB)
- DX: Distance eXtreme oder Long distance, große Entfernung, Fernverbindung
- GCR-Liste: General Certification Rules, durch zwei andere Funkamateure unterschriebene Liste über die beim Bewerber vorhandenen QSL-Karten
- SWL: Short Wave Listener, Kurzwellenhörer
- YL: Young Lady, Funkamateurin